# 쿠룰루슈: 오스만
《쿠룰루슈: 오스만》(튀르키예어: Kuruluş: Osman)는 2019년 방영된 튀르키예의 텔레비전 드라마이다.